# Piromorfite
La piromorfite (nota anche come minerale di piombo verde, minerale di piombo marrone o policromo, simbolo IMA: Pym) è un minerale comune nella classe dei minerali dei "fosfati, arseniati e vanadati" con la composizione Pb5[Cl|(PO4)3], quindi chimicamente è un fosfato di piombo con cloro come anione aggiuntivo.
La piromorfite appartiene al gruppo dell'apatite e forma una serie di cristalli misti con la mimetite (Pb5(AsO4)3Cl) e la vanadinite (Pb5(VO4)3Cl); la somiglianza delle caratteristiche esterne di questi tre minerali è tale che in genere è possibile distinguerli solo mediante un'analisi chimica.

## Etimologia e storia
Il minerale è noto solo dalla fine del XVII secolo ed è descritto nel 1693 da Johann Martin Michaelis nel catalogo della collezione di minerali di Johann Jacob Spener, morto nel 1692, come "Grün-Bley-Ertz von der Tschopa" (minerale di piombo verde o, in latino, minera saturni viridis oppure minera plumbi viridis). La miniera "Heilige Dreifaltigkeit" ("Santissima Trinità") vicino a Zschopau nel sud della Sassonia è quindi considerata la località tipo del minerale.
Questo minerale di piombo, noto come plumbum arsenico mineralisatum, minera solida & crystallisata viridi, fu descritto scientificamente per la prima volta nel 1747 dal chimico e mineralogista svedese Johan Gottschalk Wallerius nella sua opera Mineralogia, eller Mineralriket, per cui l'arsenico assunto, ma non contenuto, nella piromorfite è solo un'ipotesi basata sul colore o potrebbe essere stata un'errata analisi della mimetite correlata. Nell'edizione riveduta del 1778 del suo sistema minerario, questa ipotesi fu corretta, così come quella del possibile contenuto di zolfo.
Un'analisi corretta del materiale proveniente dalla miniera "Heilige Dreifaltigkeit" vicino a Zschopau fu finalmente raggiunta nel 1784/85 da Martin Heinrich Klaproth, che determinò che si trattava di un sale di piombo dell'acido fosforico. Fu anche in grado di dimostrare che varie varietà di colore, come il minerale di piombo verde lucherino della miniera di Zschopau, il minerale di piombo verde erba di Hoffsgrund (oggi Oberried vicino a Friburgo in Brisgovia), il minerale di piombo marrone di Huelgoat, in Bretagna, il minerale di piombo giallo di Wanlockhead (Scozia) e un minerale di piombo grigio-bianco con una posizione sconosciuta, hanno quasi la stessa composizione, tranne che per piccole tolleranze.
Il minerale ricevette il suo nome attuale nel 1809 da Friedrich Hausmann che uso le parole greche antiche πῦρ ('pûr', fuoco) e μορφή ('morphē', forma). Il nome si riferisce alla strana proprietà della piromorfite di fondersi in piccole sfere davanti al cannello a soffiatura, che poi cristallizzano in una forma di poliedro cristallino. Tuttavia, questo nome non trovò riconoscimento e diffusione fino a quando James Dwight Dana non lo utilizzò nel suo sistema dal 1837 in poi.

## Classificazione
Nell'ormai obsoleta, ma ancora comune, 8ª edizione della sistematica minerale secondo Strunz, la piromorfite apparteneva alla classe minerale dei "fosfati, arseniati e vanadati" e lì alla sottoclasse dei "fosfati anidri con anioni estranei", dove insieme a belovite-(Ce), belovite-(La), fermorite, fluorcaphite, hedyphane, johnbaumite, clinomimetite, kuannersuite-(Ce), mimetite, morelandite, svabite, turneaureite e vanadinite forma il sistema nº VII/B.16.
La 9ª edizione della sistematica minerale di Strunz, valida dal 2001 e utilizzata dall'Associazione Mineralogica Internazionale (IMA), classifica la piromorfite nella classe "8. Fosfati, arsenati, vanadati" e lì nella sottoclasse "8.B Fosfati, ecc., con anioni aggiuntivi, senza H2O". Tuttavia, questa divisione è ulteriormente suddivisa in base alla dimensione dei cationi coinvolti e al rapporto tra sostanza degli altri anioni e il complesso fosfato (arseniato, vanadato), in modo che il minerale sia classificato nella suddivisione "8.BN Con soltanto cationi di grande dimensione, (OH, ecc.):RO4 = 0,33:1", dove forma il sistema nº 8.BN.05 con gli altri membri: alforsite, belovite-(La), carlgieseckeite-(Nd), fluorcaphite, hedyphane, johnbaumite, kuannersuite-(Ce), miyahisaite, fosfohedyphane, stronadelphite, takanawaite-(Y), turneaureite, belovite-(Ce), mimetite, svabite, vanadinite, clorapatite, deloneite, fluorapatite, fluorfosfohedyphane, fluorstrophite, idrossiapatite e morelandite.
Anche la sistematica dei minerali secondo Dana classifica la piromorfite nella classe dei "fosfati, arseniati e vanadati" e lì nella sottoclasse dei "fosfati anidri, ecc., con ossidrile o alogeno". Qui forma il "gruppo della piromorfite" con il sistema nº 41.08.04 insieme agli altri membri mimetite, vanadinite e idrossilpiromorfite nella suddivisione "fosfati anidri, ecc., con ossidrile o alogeno e la composizione generale (A)5(XO4)3Zq".

## Chimica
Secondo la sua composizione ideale Pb5[Cl|(PO4)3], la piromorfite è composta per il 76,38% da piombo (Pb2+), per il 2,61% da cloro (Cl), per il 6,85% da fosforo (P) e per il 14,15% da ossigeno (O). Nelle piromorfiti naturali, invece, il piombo può essere parzialmente sostituito dal calcio (Ca2+) e dal fosforo (P5+) in parte dall'arsenico (As5+).

## Abito cristallino
La piromorfite cristallizza isotipicamente con l'apatite nel sistema esagonale nel gruppo spaziale P63/m (gruppo nº 176) con i parametri del reticolo a = 9,98 Å e c = 7,35 Å oltre a 2 unità di formula per cella unitaria.

## Caratteristiche chimico-fisiche
- Solubile in acido nitrico[5]
- Al cannello fonde facilmente dando reazioni del piombo[11]
- Peso molecolare: 1356,37 gm[2]
- Indice di fermioni: 0,16[2]
- Indice di bosoni: 0,84[2]
- Fluorescenza: raggi UV lunghi: giallo[2]
- Fotoelettricità: 1400,54 barn/elettrone[2]
- Geminazione: molto rara secondo {1122} e secondo {1010}[1]
- Birifrangenza: 0,010[1]
- Pleocroismo: debole[1]

## Modificazioni e varietà
Il minerale di piombo blu è uno pseudomorfismo speciale che va dalla galena alla piromorfite.
Altre varietà includono la collieite, che contiene circa il 4,1% di ossido di vanadio, la nussièrite contenente arseniato e le piromorfiti contenenti calcio e germanato.
Le varietà ricche di calcio sono anche indicate come Ca-piromorfite o polisferite o polisfaerite.
Sostituendo il fosforo con l'arsenico si passa gradualmente dalla piromorfite alla mimetite. Le varietà contenenti calcio in sostituzione del piombo hanno densità minore e un colore più tenue (il peso specifico varia da 4,9 a 6,5) ma molti di questi campioni è stato appurato essere classificabili come phosphohedyphane, minerale scoperto nel 2004, in particolare quelli classificati come polysphaerite e nussièrite
.
Fra le varietà sono anche da elencare la miesite dalla città di Stříbro in Boemia e la cherokina in onore della contea di Cherokee in Georgia.

## Origine e giacitura
La piromorfite si trova generalmente nell'area vicina alla superficie dei depositi di piombo. Qui si forma secondariamente come prodotto di alterazione di minerali contenenti piombo in combinazione con soluzioni acquose contenenti fosfato. I minerali di accompagnamento da galena, cerussite, mimetite, barite, limonite, vanadinite e descloizite.
Essendo una formazione minerale comune, la piromorfite può essere trovata in molti luoghi, con circa 1400 località conosciute in tutto il mondo. Importanti giacimenti in Germania includevano le miniere di Friedrichssegen vicino a Lahnstein, Rosenberg e Pfingstwiese vicino a Bad Ems nella Lahntal della Renania-Palatinato, così come Schauinsland e Silbergründle (nei pressi di Seebach nel Baden-Württemberg)) nella Foresta Nera. Inoltre, il minerale è stato trovato anche in molti altri siti in Baviera, Assia, Bassa Sassonia, Renania Settentrionale-Vestfalia, Saarland, Sassonia-Anhalt, Sassonia e Turingia.
In Austria, la piromorfite è stata finora trovata principalmente in Carinzia (Friesach, Hüttenberg) e Stiria (Alpi di Fischbach, distretto di Weiz), ma anche in alcuni siti della Bassa Austria, nel Salisburghese e nel Tirolo.
In Svizzera, il minerale è stato finora trovato solo nella miniera di piombo di Chammegg nell'Haslital nel Canton Berna, nonché nel Torrent de St.-Barthélemy vicino a Evionnaz e vicino a Bagnes nel Canton Vallese.
Molte altre località sono sparse in tutto il mondo.

## Forma in cui si presenta in natura

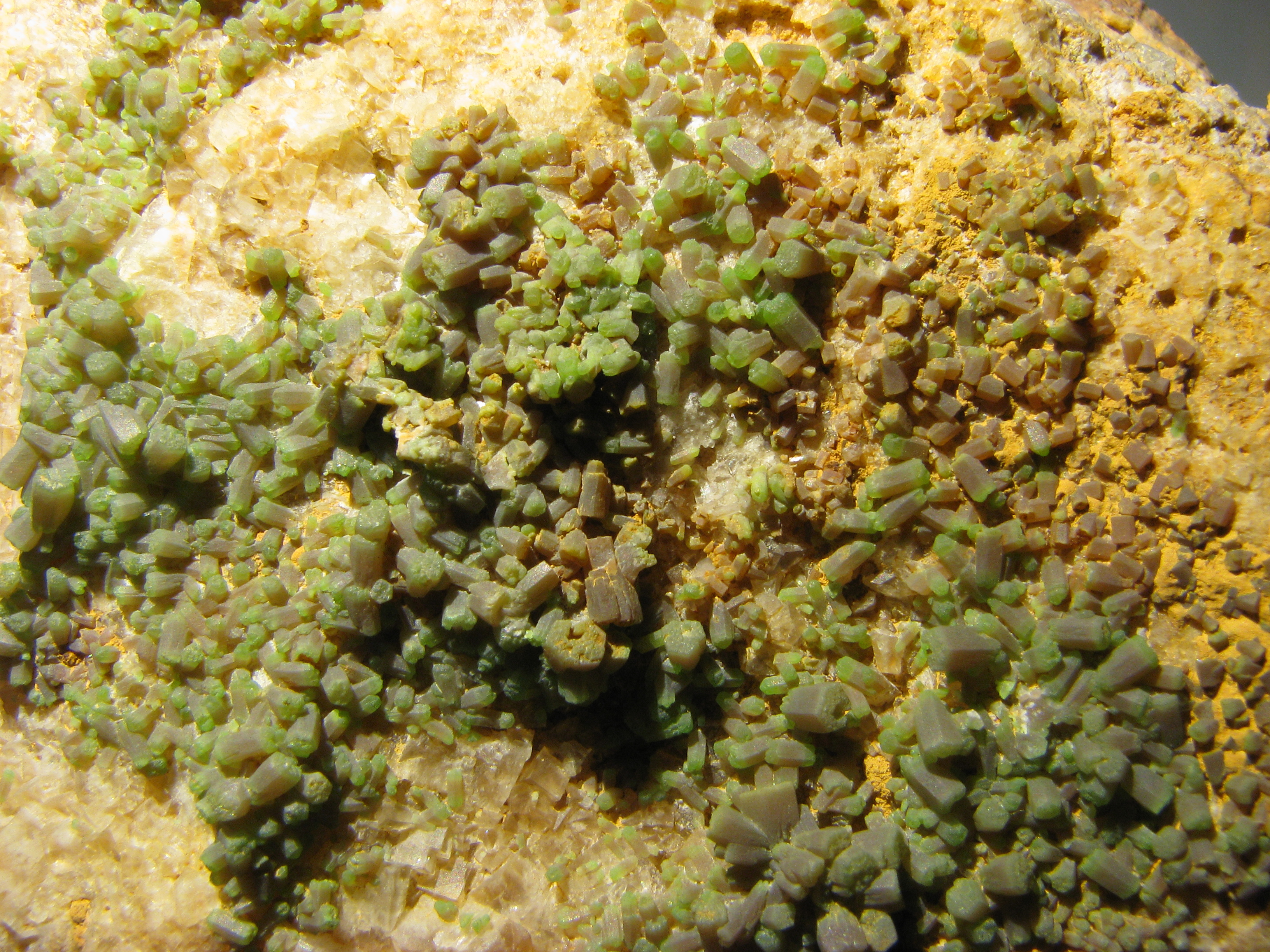
Cristalli bicolori di piromorfite - Clermont Ferrand, Francia

La piromorfite è da trasparente a traslucida e sviluppa prevalentemente cristalli lunghi, prismatici o tabulari o piramidali, ma anche aggregati radiali, a grappolo, aghiformi o terrosi o massicci. Il minerale si presenta in diversi colori, ma i toni del verde, del marrone e del giallo sono predominanti. Il colore del suo striscio, invece, è sempre bianco. Le superfici dei cristalli hanno una lucentezza da grassa ad adamantina.